# 패스파인더 우주왕복선
패스파인더 우주왕복선( - 宇宙往復船, 영어: Space Shuttle Orbiter Pathfinder, 제식번호: OV-098)은 우주왕복선의 실물대 모형이다. 크기뿐만 아니라 무게도 실물(75톤)과 같다.
이 모형은 1977년에 마셜 우주비행센터에서 강철로 프레임을 만들고 나무와 종이로 마무리지어졌는데, 원래 이름이 없었으며 패스파인더(Pathfinder→선구자)라는 이름은 관계자들 사이에서 자연스레 붙여진 별명이다. 우주왕복선을 운반하는 크레인 작동상의 문제 등을 테스트하는데 사용되었는데, 단순한 모형인 패스파인더호는 훨씬 복잡하고 비싼 엔터프라이즈호 보다 테스트하기에 용이했다고 한다.
이것은 나중에 케네디 우주 센터에 보내졌고, 우주왕복선 조립 빌딩, 궤도선 처리 시설, 우주왕복선 착륙 시설의 지상 요원들이 테스트하는데 사용되었다. 1980년, 패스파인더호는 마셜 우주비행센터로 돌아와 창고에 보관된다.
소재(목재, 종이)의 특성상 열화가 심하여 창고에 보관되던 패스파인더였으나 1983년, 실물에 가깝게 개조하여 전시용 목업으로 활용하자는 안이 일본의 기업으로부터 제안되어 패스파인더는 100만 달러의 거액을 들여 실물과 동일한 금속제로 전면적으로 개조되었다.
이렇게 개조된 패스파인더호는 정식으로 패스파인더의 이름과 제식번호 OV-098을 부여받고 1983년부터 1984년에 걸쳐 일본 각지에서 개최된 전시회에 전시된 후, 미국으로 돌아와 앨라배마주의 헌츠빌에 위치한 미국 우주 및 로켓 센터에 전시되고 있다.

## 주해
1. ↑  “Shuttle Test Article Pathfinder”. 2016년 5월 1일에 원본 문서에서 보존된 문서. 2010년 2월 7일에 확인함.